# احمدآباد (خلخال)
از آبادی‌های  دهستان شال در بخش شاهرود شهرستان خلخال است که در سال۱۳۹۰ تعداد ۴۸ نفر را در ۱۱ خانوار در خود جای داده بود.
احمدآباد در ۳۷ درجه و ۱۱ دقیقه عرض شمالی و ۴۸ درجه و ۴۷ دقیقه طول شرقی در منتهی‌الیه جنوبی شهرستان خلخال و در مجاورت روستاهای کهل دشت، گندم‌آباد و چملوگبین واقع شده و ارتفاع آن ازسطح دریا ۱۸۳۰ متراست.
تمامی کلماتی که در پیشوند «آباد» هستند اطلاعاتی کلی از نحوه ایجاد آبادی‌ها را بدست می‌دهند.